# Чванчара, Томаш
Томаш Чванчара (чеш. Tomáš Čvančara; род. 13 августа 2000, Чехия) — чешский футболист, нападающий клуба «Боруссия» (Мёнхенгладбах) и сборной Чехии, выступающий на правах аренды за турецкий клуб «Антальяспор».

## Клубная карьера
Чванчара — воспитанник клубов «Славия», итальянского «Эмполи» и «Яблонец» в составе последнего. 11 марта 2018 года в матче против «Баника» он дебютировал в Первой лиге. Летом 2019 года Чванчара на правах аренды перешёл в «Славой Вышеград». 20 июля в матче против «Простеёва» он дебютировал во Второй лиге Чехии. 28 июля в поединке против «Усти-над-Лабем» Томаш забил свой первый гол за «Славой Вышеград». По окончании аренды Чванчара вернулся в «Яблонец». 3 октября 2020 года в поединке против пражской «Спарты» Томаш забил свой первый гол за клуб. 
В начале 2021 года Чванчара был арендован клубом «Опава». 20 января в матче против пражской «Спарты» он дебютировал за новую команду. По окончании аренды Томаш вернулся в «Яблонец».
В начале 2022 года Чванчара перешёл в пражскую «Спарту». 13 февраля в матче против «Виктории Пльзень» он дебютировал за новый клуб. 27 февраля в поединке против «Фастава» Томаш забил свой первый гол за «Спарту». В 2023 году он помог команде выиграть чемпионат.
В июле 2023 года Чванчара перешёл в немецкий клуб «Боруссия» Мёнхенгладбах за 11 млн евро, подписав пятилетний контракт.

## Международная карьера
23 марта 2023 года в отборочном матче чемпионата Европы 2024 против сборной Польши Чванчара дебютировал за сборную Чехии. В этом же поединке Томаш забил свой первый гол за национальную команду.  

## Статистика выступлений за сборную
| Матчи за сборную Чехии | Матчи за сборную Чехии | Матчи за сборную Чехии | Матчи за сборную Чехии | Матчи за сборную Чехии | Матчи за сборную Чехии  | Матчи за сборную Чехии |
| ---------------------- | ---------------------- | ---------------------- | ---------------------- | ---------------------- | ----------------------- | ---------------------- |
| №                      | Дата                   | Оппонент               | Счёт                   | Голы                   | Соревнование            |                        |
| 1                      | 24 марта 2023          | Польша                 | 3:1                    | 1                      | Отборочный матч ЧЕ-2024 |                        |
| 2                      | 27 марта 2023          | Молдова                | 0:0                    | -                      | Отборочный матч ЧЕ-2024 |                        |
| 3                      | 7 сентября 2023        | Албания                | 1:1                    | -                      | Отборочный матч ЧЕ-2024 |                        |
| 4                      | 12 октября 2023        | Албания                | 0:3                    | -                      | Отборочный матч ЧЕ-2024 |                        |
| 5                      | 15 октября 2023        | Фарерские острова      | 1:0                    | -                      | Отборочный матч ЧЕ-2024 |                        |
| 6                      | 17 ноября 2023         | Польша                 | 1:1                    | -                      | Отборочный матч ЧЕ-2024 |                        |
| 7                      | 7 сентября 2024        | Грузия                 | 1:4                    | -                      | Лига наций 2024/25      |                        |

### Голы за сборную Чехии
| #   | Дата          | Место                       | Противник | Счёт | Результат | Соревнование                       |
| --- | ------------- | --------------------------- | --------- | ---- | --------- | ---------------------------------- |
| 01. | 23 марта 2023 | Фортуна Арена, Прага, Чехия | Польша    | 2:0  | 3:1       | Чемпионат Европы 2024 квалификация |

## Достижения
Командные
 «Спарта» (Прага)
- Чемпион Чехии — 2022/23